# Уиттрок, Финн
Пи́тер «Финн» Уи́ттрок-мла́дший (англ. Peter "Finn" Wittrock, Jr.; род. 28 октября 1984, Ленокс, Массачусетс, США) — американский актёр и сценарист, известный по сериалу «Американская история ужасов».

## Ранние годы
Уиттрок родился в Леноксе, штат Массачусетс, в семье профессора трудотерапии из южнокалифорнийского университета Кейт Клэр Кроули и актёра Питера Уитрока. У него есть младший брат Дилан. Большую часть детства провёл в театре «Shakespeare & Company», в котором работал его отец. Посещал окружную Старшую Школу искусств Лос-Анджелеса. В 2008 году окончил Джульярдскую школу со степенью бакалавра изобразительных искусств.

## Карьера
Он получил первую известность благодаря роли Дэймона Миллера в дневной мыльной опере ABC «Все мои дети» в 2009—2011 годах, после чего довольно быстро переместился в прайм-тайм с гостевыми ролями в «Мыслить как преступник», «Закон и порядок: Специальный корпус» и «Мастера секса». В 2014 году, после роли в телефильме «Обычное сердце», Уиттрок присоединился к четвёртому сезону сериала FX «Американская история ужасов».
18 марта 2022 на стримминговом сервисе Hulu вышел эротический триллер Эдриана Лайна «Глубокие воды», сюжет которого закручивается вокруг порочного брака (героев Бена Аффлека и Аны де Армас). Уиттрок сыграл в фильме любовника главной героини. Картина основана на одноимённом романе Патриции Хайсмитт.

## Личная жизнь
18 октября 2014 года Уиттрок женился на Саре Робертс. В марте 2019 года у пары родился сын Джуд.

## Фильмография

### Кино
| Год  | Название на русском                | Название на английском              | Роль                    | Примечания      |
| ---- | ---------------------------------- | ----------------------------------- | ----------------------- | --------------- |
| 2010 | Двенадцать                         | Twelve                              | Уоррен                  |                 |
| 2014 | Любовь сквозь время                | Winter’s Tale                       | Габриэль                |                 |
| 2014 | Ной                                | Noah                                | молодой Тубал-Каин      |                 |
| 2014 | Несломленный                       | Unbroken                            | Фрэнсис «Мак» Макнамара |                 |
| 2014 | Обычное сердце                     | Normal Heart                        | Альберт                 |                 |
| 2015 | Все мои американцы                 | My All American                     | Фредди Стинмарк         |                 |
| 2015 | Дитя субмарины                     | Submarine Kid                       | Спенсер Колл            |                 |
| 2015 | Игра на понижение                  | The Big Short                       | Джейми Шипли            |                 |
| 2016 | Телефонная линия                   | Landline                            | Нейт                    |                 |
| 2016 | Ла-Ла Ленд                         | La La Land                          | Грег                    |                 |
| 2018 | Напиши, когда найдешь работу       | Write When You Get Work             | Джонни Коллинз          |                 |
| 2018 | В поисках серебряного озера        | Locating Silver Lake                | Сет                     | Главная роль    |
| 2018 | Если Бил-стрит могла бы заговорить | If Beale Street Could Talk          | Хэйуорд                 |                 |
| 2019 | Плюс один                          | Plus One                            | Стив                    |                 |
| 2019 | Джуди                              | Judy                                | Микки Динс              |                 |
| 2019 | Последний чёрный в Сан-Франциско   | The Last Black Man in San Francisco | Клэйтон                 |                 |
| 2019 |                                    | Big Boy Pants                       | Кайл                    | Короткометражка |
| 2019 | Всегда верен                       | Semper Fi                           | Йегер                   |                 |
| 2021 | Длинный уикенд                     | Long Weekend                        | Барт                    |                 |
| 2021 | Полный рот воздуха                 | A Mouthful of Air                   | Итан Дэвис              |                 |
| 2022 | Глубокие воды                      | Deep Water                          | Тони Кэмерон            |                 |
| 2022 | Самая везучая девушка              | Luckiest Girl Alive                 | Люк Харрисон            |                 |
| 2023 | Сова в центре города               | Downtown Owl                        | тренер Лэйдлоу          |                 |
| 2023 | Происхождение                      | Origin                              | Август Ландмессер       |                 |
| 2024 | Замри                              | Don't Move                          | Ричард                  |                 |
| 2026 | Херши                              | Hershey                             | Милтон Херши            |                 |

### Телевидение
| Год     | Название на русском                                        | Название на английском                                    | Роль                   | Примечания                        |
| ------- | ---------------------------------------------------------- | --------------------------------------------------------- | ---------------------- | --------------------------------- |
| 2003    | Детектив Раш                                               | Cold Case                                                 | Эрик Уитли в 1976 году | Эпизод: «Look Again»              |
| 2003    | Скорая помощь                                              | ER                                                        | Томас Йодер            | Эпизод: «Missing»                 |
| 2004    | Хэллоуинтаун 3                                             | Halloweentown High                                        | Коди                   | Телевизионный фильм               |
| 2004    | C.S.I.: Место преступления Майами                          | CSI: Miami                                                | Чад Ван Хорн           | Эпизод: «Murder in a Flash»       |
| 2009-11 | Все мои дети                                               | All My Children                                           | Деймон Миллер          | 112 эпизодов                      |
| 2011    | Торчвуд                                                    | Torchwood                                                 | Дэнни                  | Эпизод: «Miracle Day: Rendition»  |
| 2012    | Закон Хэрри                                                | Harry’s Law                                               | Джимми Кормак          | Эпизод: «New Kidney on the Block» |
| 2012    | Мыслить как преступник                                     | Criminal Minds                                            | Харви Морелл           | Эпизод: «True Genius»             |
| 2013    | Закон и порядок: Специальный корпус                        | Law & Order: Special Victims Unit                         | Камерон Тайлер         | Эпизод: «Wonderland Story»        |
| 2013    | Мастера секса                                              | Masters of Sex                                            | Дейл                   | Второстепенная роль, 4 эпизода    |
| 2014    | Обычное сердце                                             | The Normal Heart                                          | Альберт                | Телевизионный фильм               |
| 2014-15 | Американская история ужасов: Фрик шоу                      | American Horror Story: Freak Show                         | Дэнди Мотт             | 12 эпизодов                       |
| 2015    | Бездельник                                                 | Deadbeat                                                  | Макс                   | Эпизод: «The Polaroid Flasher»    |
| 2015-16 | Американская история ужасов: Отель                         | American Horror Story: Hotel                              | Тристан Даффи          | 6 эпизодов                        |
| 2015-16 | Американская история ужасов: Отель                         | American Horror Story: Hotel                              | Рудольф Валентино      | 3 эпизода                         |
| 2016    | Американская история ужасов: Роанок                        | American Horror Story: Roanoke                            | Джетер Полк            | 2 эпизода                         |
| 2018    | Убийство Джанни Версаче: Американская история преступлений | The Assassination of Gianni Versace: American Crime Story | Джеффри Трейл          | 5 эпизодов                        |
| 2019    | Такие разные латиноамериканцы с Артуро Кастро              | Alternatino with Arturo Castro                            | Эдди                   | Эпизод: «The Dreamer»             |
| 2019    | Американская история ужасов: 1984                          | American Horror Story: 1984                               | Бобби Рихтер           | Эпизод: «Final Girl»              |
| 2020    | Сестра Рэтчед                                              | Ratched                                                   | Эдмунд Толлесон        | 8 эпизодов                        |
| 2021    | Американская история ужасов: Двойной сеанс                 | American Horror Story: Double Feature                     | Гарри Гарднер          | 5 эпизодов                        |

## Театр
| Год  | Название на русском        | Title               | Role                         | Notes                         |
| ---- | -------------------------- | ------------------- | ---------------------------- | ----------------------------- |
| 2008 | Кандида                    | Candida             | Юджин Марчбэнкс              | Berkshire Theatre Festival    |
| 2008 | Ромео и Джульетта          | Romeo and Juliet    | Ромео Монтекки               | Shakespeare Theatre Company   |
| 2009 | Железный век               | The Age of Iron     | Троилус                      | Classic Stage Company         |
| 2011 | Иллюзия                    | The Illusion        | Калисто / Клиндор / Теоджинс | Signature Theatre Company     |
| 2012 | Смерть коммивояжера        | Death of a Salesman | Гарольд Ломан                | Театр Этель Берримор          |
| 2012 |                            | The Blue Deep       | Джейми                       | Williamstown Theatre Festival |
| 2012 | Сладкоголосая птица юности | Sweet Bird of Youth | Ченс Уэйн                    | The Goodman Theatre           |
| 2013 | Гвардеец                   | The Guardsman       | Актёр                        | The Kennedy Center            |
| 2016 | Отелло                     | Othello             | Майкл Кассио                 | New York Theatre Workshop     |
| 2017 | Стеклянный зверинец        | The Glass Menagerie | Джим О’Коннор                | Belasco Theatre               |